# رضاباغي (مقاطعة فامنين)
رضاباغي (بالفارسية: رضاباغی) هي قرية تقع في قسم بيشخور الريفي (مقاطعة فامنين) في إيران. يقدر عدد سكانها بـ 145 نسمة بحسب إحصاء 2016.